# Resolució 2059 del Consell de Seguretat de les Nacions Unides
La Resolució 2059 del Consell de Seguretat de les Nacions Unides fou adoptada per unanimitat el 20 de juliol de 2012. Tenint en compte la recomanació del Secretari General Ban Ki-moon i preocupat per la situació a Síria, el Consell va estendre la Missió de Supervisió de les Nacions Unides a Síria (UNSMIS) per trenta dies. El dia abans la proposta d'ampliar la Missió 45 dies i imposar sancions severes a Síria fou bloquejada per Rússia i Xina per tercer cop, cosa que va desagradar els estats occidentals membres del Consell. Segons l'informe del Secretari General, una nova extensió de la missió només seria possible si no s'utilitzaven armes pesants i es reduïa la violència